# Чилтон, Алленби
А́лленби Си Чи́лтон (англ. Allenby C. Chilton; 16 сентября 1918, Сандерленд — 15 июня 1996) — английский футболист и футбольный тренер. Наиболее известен по своей карьере в качестве игрока «Манчестер Юнайтед».

## Клубная карьера
Алленби начал выступать за «Сихэм Коллиери», после чего перешёл в «Ливерпуль» в качестве любителя в 1938 году.
В ноябре 1938 года он перешёл в «Манчестер Юнайтед». Дебютировал в основном составе клуба 2 сентября 1939 года в матче против «Чарльтон Атлетик», однако сразу после этой игры сезон Футбольной лиги был отменён из-за начала войны, а все результаты аннулированы. Из-за войны официальный дебют за Чилтона за «Юнайтед» состоялся лишь 5 января 1946 года. В военные годы Чилтон выступал за ряд клубов, включая «Кардифф Сити», «Хартлпул Юнайтед», «Мидлсбро», «Ньюкасл Юнайтед», «Чарльтон Атлетик». В 1944 году он проходил службу в даремском корпусе лёгкой пехоты (Durham Light Infantry), а также принял участие в высадке в Нормандии.
Чилтон играл на позиции центрального хавбека в первой послевоенной команде Мэтта Басби. Он выиграл Кубок Англии 1948 года и был одним из ключевых игроков команды, выигравшей Первый дивизион в сезоне 1951/52. В сезоне 1953/54 он был капитаном «Манчестер Юнайтед». В девяти сезонах, проведённых за «красных» Чилтон пропустил лишь 13 игр, в том числе сыграв в 175 матчах подряд. В начале 1955 года Алленби покинул команду, перейдя в «Гримсби Таун» в качестве играющего тренера, а на его место пришёл Марк Джонс, один из восходящих «малышей Басби». Он был тренером «Гримсби Таун» до апреля 1959 года, после чего возглавил «Уиган Атлетик». После одного сезона в «Уигане» (1960/61) Чилтон перешёл в «Хартлпул Юнайтед» в качестве скаута в сезона 1961/62, а в сезоне 1962/63 стал главным тренером клуба.
Алленби Чилтон скончался 15 июня 1996 года в возрасте 77 лет.

## Карьера в сборной
Провёл две игры за национальную сборную Англии.

### Матчи Чилтона за сборную Англии
| Матчи Чилтона за сборную Англии | Матчи Чилтона за сборную Англии | Матчи Чилтона за сборную Англии | Матчи Чилтона за сборную Англии | Матчи Чилтона за сборную Англии | Матчи Чилтона за сборную Англии   | Матчи Чилтона за сборную Англии |
| ------------------------------- | ------------------------------- | ------------------------------- | ------------------------------- | ------------------------------- | --------------------------------- | ------------------------------- |
| №                               | Дата                            | Место проведения                | Соперник                        | Счёт                            | Соревнование                      |                                 |
| 1                               | 7 октября 1950                  | «Уиндзор Парк», Белфаст         | Северная Ирландия               | 4:1                             | Домашний чемпионат Великобритании |                                 |
| 2                               | 3 октября 1951                  | «Хайбери», Лондон               | Франция                         | 2:2                             | Товарищеский матч                 |                                 |

## Достижения
Манчестер Юнайтед
- Обладатель Кубка Англии: 1948
- Чемпион Первого дивизиона: 1951/52
- Обладатель Суперкубка Англии: 1952

## Статистика выступлений
| Клуб              | Сезон            | Лига | Лига | Кубок Англии | Кубок Англии | Прочие | Прочие | Итого | Итого |
| Клуб              | Сезон            | Игры | Голы | Игры         | Голы         | Игры   | Голы   | Игры  | Голы  |
| ----------------- | ---------------- | ---- | ---- | ------------ | ------------ | ------ | ------ | ----- | ----- |
| Манчестер Юнайтед | 1945/46          | -    | -    | 3            | 0            | -      | -      | 3     | 0     |
| Манчестер Юнайтед | 1946/47          | 41   | 1    | 2            | 0            | 0      | 0      | 43    | 1     |
| Манчестер Юнайтед | 1947/48          | 41   | 0    | 6            | 0            | 0      | 0      | 47    | 0     |
| Манчестер Юнайтед | 1948/49          | 42   | 0    | 8            | 0            | 1      | 0      | 58    | 0     |
| Манчестер Юнайтед | 1949/50          | 35   | 1    | 5            | 0            | 1      | 0      | 40    | 1     |
| Манчестер Юнайтед | 1950/51          | 38   | 0    | 4            | 0            | 0      | 0      | 42    | 0     |
| Манчестер Юнайтед | 1951/52          | 42   | 0    | 1            | 0            | 0      | 0      | 43    | 0     |
| Манчестер Юнайтед | 1952/53          | 42   | 0    | 4            | 0            | 3      | 0      | 49    | 1     |
| Манчестер Юнайтед | 1953/54          | 42   | 1    | 1            | 0            | 0      | 0      | 43    | 1     |
| Манчестер Юнайтед | 1954/55          | 29   | 0    | 3            | 0            | 0      | 0      | 32    | 0     |
| Манчестер Юнайтед | Итого            | 352  | 3    | 37           | 0            | 4      | 0      | 393   | 3     |
| Гримсби Таун      | 1954/55          | 13   | 0    | 0            | 0            | 0      | 0      | 13    | 0     |
| Гримсби Таун      | 1955/56          | 42   | 0    | 4            | 0            | 0      | 0      | 46    | 0     |
| Гримсби Таун      | 1956/57          | 8    | 0    | 0            | 0            | 0      | 0      | 8     | 0     |
| Гримсби Таун      | Итого            | 63   | 0    | 4            | 0            | 0      | 0      | 67    | 0     |
| Всего за карьеру  | Всего за карьеру | 415  | 3    | 41           | 0            | 4      | 0      | 460   | 3     |